# Joanna Johnson
Joanna Johnson (Phoenix (Arizona), 31 december 1961) is een Amerikaans actrice, schrijfster en televisieproducer. In Nederland en Vlaanderen is ze het bekendst van haar rollen van Caroline en Karen Spencer uit de soap The Bold and the Beautiful.
In 1983 studeerde ze af aan de University of Southern California met een diploma in Engelse literatuur. Ze heeft een vrouw en twee kinderen.
In maart 1987 behoorde Johnson tot de oorspronkelijke acteurs van The Bold and the Beautiful, waar ze de rol van Caroline Spencer vertolkte tot dat personage in juli 1990 aan leukemie overleed. In 1991 maakte ze opnieuw haar opwachting als de identieke, dood gewaande tweelingzus Karen en bleef tot 1994. Karen ging toen even naar New York en keerde nooit terug. Op 5 januari 2001 maakte ze een gastoptreden als de geest van Caroline. In april 2009 keerde ze terug als Karen om een nieuw personage voor te stellen, haar broer Bill en maakte dat jaar en in juli 2011 nog enkele gastoptredens. Sinds 2012 heeft ze een zogenaamd recurring status-contract. 
In 2003 creëerde ze de sitcom Hope & Faith, die tot 2006 liep.
- Bibliothèque nationale de France: cb14190880f (data)
- International Standard Name Identifier: 0000 0000 0112 3695
- Virtual International Authority File: 56820297